# پرولاسرتودس
پرولاسرتودس(نام علمی: Prolacertoides) نام یک سرده از طبقه‌بندی نامشخص است.